# Emma Talbot
Emma Talbot, née en 1969 à Stourbridge, est une artiste peintre et universitaire britannique.

## Biographie
Originaire du Worcestershire, Emma Talbot étudie au Birmingham Institute of Art and Design, où elle obtient une licence en beaux-arts en 1991, puis au Royal College of Art, où elle est diplômée d’une maîtrise en peinture en 1995. En 1996, elle décroche une bourse d’étude de la British School at Rome.
Emma Talbot vit et travaille à Walthamstow, quartier de Londres. Elle est représentée par des galeries à Düsseldorf, Amsterdam et Bâle et travaille en étroite collaboration avec Arcadia Missa London/NYC.

## Enseignement
Emma Talbot a enseigné pour le bachelor et la maîtrise des beaux-Arts dans de nombreuses institutions britanniques, notamment Goldsmiths, The Slade, Camberwell College of Arts, Université du Middlesex, Wimbledon College of Arts, Université d'Ulster, Université de Montford, Université de Brighton. Entre 1997 et 1998, elle occupe un poste permanent dans l'enseignement de la peinture à l'université de Northumbria. Elle est cheffe de la chaire de peinture du BA Fine Art à l'université du Gloucestershire de 1998 à 2003. De 2003 à 2017, elle est la responsable du parcours 2D, et maîtresse de conférences au Central Saint Martins College of Art and Desing.

## Carrière artistique
Emma Talbot utilise le dessin à la peinture, en passant par l'installation et la sculpture. Elle aime développer des récits autour des "luttes de la vie" au sein de la société contemporaine. L'artiste propose notamment des autobiographies visuelles, des récits internes et des images mentales d'expériences personnelles réelles ou imaginaires. Elle s'intéresse ainsi aux pensées dites préoccupantes qui façonnent l'expérience de l'être,.
Ses œuvres sont principalement dessinées ou peintes à la main sur de la soie ou d'autres textiles. Elles intègrent ses propres écrits ou des citations provenant d'autres sources. L'artiste explore le personnel comme la politique, le genre, la nature, l'intimité des personnes avec la technologie et le langage.
En 2006, Emma Talbot devient veuve. Elle déclare que cette expérience a influencé la nature de son travail. Son travail fait notamment partie des collections du Birmingham Museum and Art Gallery, de la KRC Collection, du Musée d'Arnhem, du Fries Museum, de la David Roberts Collection, de la Art Gallery of Western Australia ou de la Wilhelm Schürmann Collection.

## Reconnaissance
En 2020, Emma Talbot remporte le prix Max Mara pour les femmes artistes avec un projet basé sur la peinture Les Trois Âges de la femme du peintre Gustav Klimt, qui se trouve exposé dans la Galleria Nazionale d'art moderne à Rome,,,.